# Cá rồng châu Phi

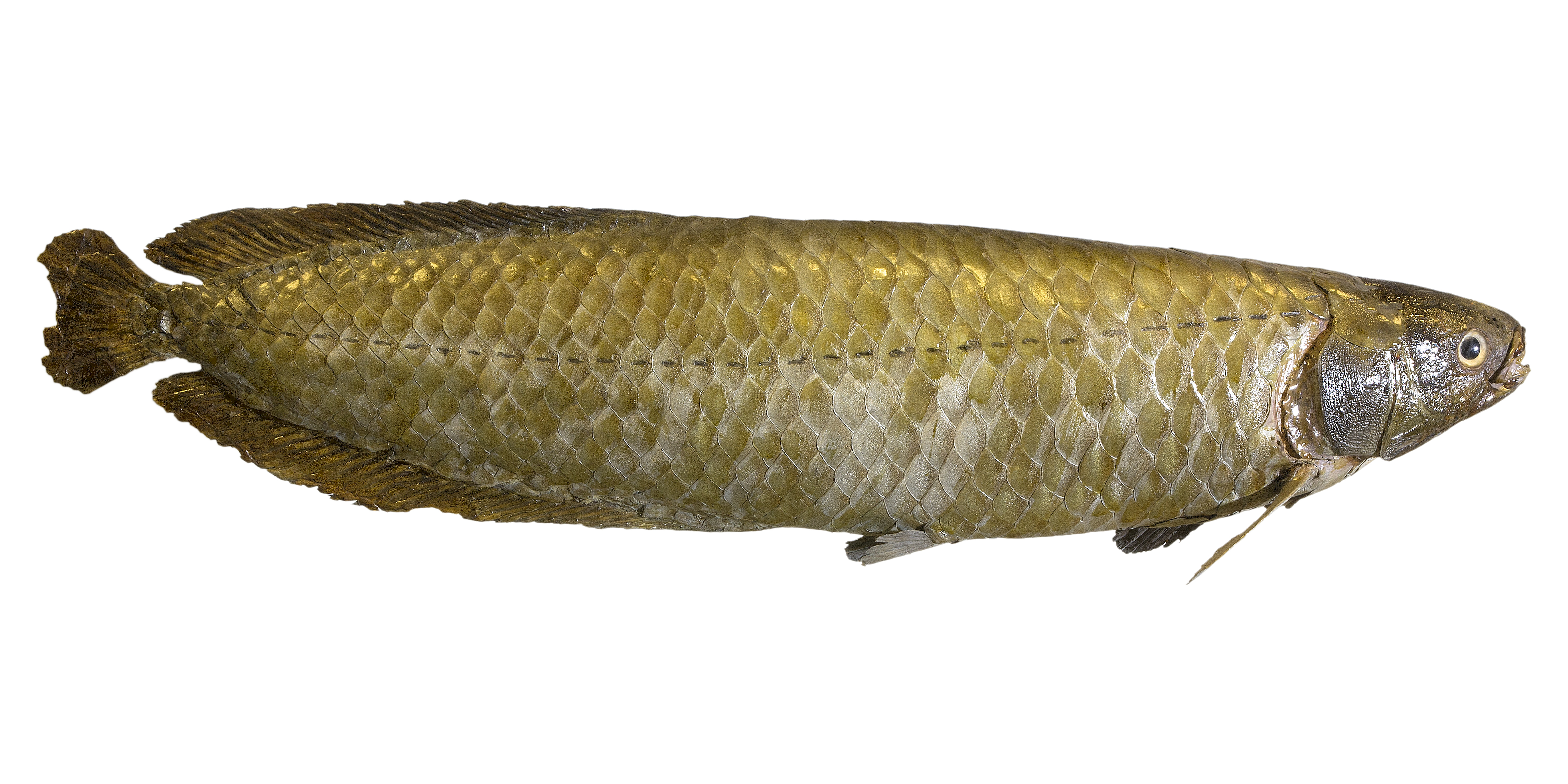
Heterotis niloticus

Cá rồng châu Phi (tên khoa học Heterotis niloticus), là một thành viên của gia đình Cá rồng. Mặc dù được gọi là một "cá rồng", cá rồng châu Phi là loài liên quan chặt chẽ với Cá hải tượng long hơn, thành viên duy nhất khác trong phân họ Heterotidinae. Chúng là loài chỉ ăn sinh vật phù du, cá rồng châu Phi có một miệng khác biệt hơn so với các loài khác của Họ Cá rồng (Osteoglossum và Scleropages).

## Mô tả
Cá rồng châu Phi là một loài cá có thân và lớn, vây lưng dài cùng vây hậu môn nằm khá xa trên cơ thể, trong khi vây đuôi lại tròn. Chiều cao của nó được báo cáo lên tới 100 cm (39 in) và nặng tới 10,2 kg (22 lb).
Chúng có cơ thể màu xám, nâu, hoặc màu đồng. Màu sắc đồng nhất ở cá thể trưởng thành, nhưng những con chưa trưởng thành có một cơ thể tối hơn.
Cá rồng châu Phi có cơ quan máy thở trên mang, cho phép nó tồn tại trong khu vực nước ít oxy. 

## Phân bố
Loài này phát triển rộng khắp châu Phi, ở tất cả các lưu vực sông trong khu vực Sahelo-Sudan, Senegal và Gambia cũng như đại bộ phận Đông Phi. Phạm vi này bao gồm các lưu vực sông Corubal, Volta, Oueme, Niger, Bénoué, và sông Nile cũng như tại các khu vực hồ Chad và hồ Turkana. Nó đã được tìm thấy tại Bờ Biển Ngà, sông Cross ở Nigeria, sông Sanaga và Nyong ở Cameroon, sông Ogooué tại Gabon, lưu vực sông Congo, bao gồm sông Ubangui và Kasai. Nó cũng đã được nhân rộng ra ở Madagascar. Trong một số trường hợp, việc nhân rộng loài cá này cũng có một tác động tiêu cực đến hệ sinh thái địa phương.